# Amerikas Atombombentests
Amerikas Atombombentests, auch Amerikas Atombombentests – Projekt Tumbler Snapper ist ein US-amerikanischer Dokumentarfilm aus dem Jahr 1952. Es werden Filmaufnahmen des Department of Defense (Verteidigungsministeriums) von den Testreihen Operation Tumbler-Snapper gezeigt. Hauptsächlich die Messanordnungen zur Beantwortung militärischer Fragen sind Gegenstand der Dokumentation.

## DVD
Der Film ist seit 2005 in Deutschland auf DVD (Laufzeit 47 min) erhältlich. Die Originalsprache (Englisch) wurde nicht verändert.